# Рислер, Эдуар
Эдуар Рислер, Эдуард Ризлер (фр. Édouard Risler; 23 февраля 1873, Баден-Баден — 22 июля 1929, Париж) — французский пианист.
Отец Рислера был немец, мать родом из Эльзаса. Рислер учился в Парижской консерватории у Эмиля Декомба, Луи Дьемера и Теодора Дюбуа, затем в Германии у Эжена д’Альбера и Бернхарда Штафенхагена. В 1896 г. работал репетитором на Байройтском фестивале. Активная концертная карьера Рислера во многом была построена на масштабных циклах концертов («Хорошо темперированный клавир», все сонаты Бетховена, все произведения Шопена), и в этом отношении Рислер предвосхитил соответствующую тенденцию XX века. В то же время Рислер был первым исполнителем многих значительных произведений своего времени, в том числе фортепианной сонаты Поля Дюка, некоторых пьес Габриэля Форе, вариаций для двух фортепиано Джордже Энеску (вместе с Альфредом Корто). Единственная серия записей Рислера была сделана в 1917 г. и, несмотря на плохое качество техники, восстановлена и переиздана; запись демонстрирует широту репертуара Рислера, от Жана Филиппа Рамо до Энрике Гранадоса. С 1906 г. Рислер преподавал в Парижской консерватории.